# Mlezi
Mlezi és un cràter sobre la superfície del planeta nan Ceres, situat amb el sistema de coordenades planetocèntriques a 78.4 ° de latitud nord i 234.1 ° de longitud est. Fa un diàmetre de 41.5 km. El nom va ser fet oficial per la UAI l'11 d'agost del 217 i fa referència a Mlezi, nom del déu Tilo com a donant d'aliments de la cultura dels tonga de Malawi i Zàmbia.